# Orde van de Toren en het Zwaard (Brazilië)
De Keizerlijke en Militaire Orde van de Toren en het Zwaard (Portugees: "Ordem Imperial e Militar da Torre e Espada") was in oorsprong een oude Portugese Orde en werd in 1459 door Koning Alfons V van Portugal ingesteld.
Op 13 mei 1808 vernieuwde de naar Brazilië uitgeweken Koning Johan VI van Portugal de orde omdat hij behoefte had aan een onderscheiding waarmee de meestal protestantse Britse officieren die Portugal in de strijd tegen Napoleon I bijstonden te decoreren.

In de periode dat het Portugese hof in Brazilië in ballingschap was werden geen brazilianen in deze orde opgenomen. De eerste dragers waren de Britse admiraal en de officieren die het Portugese hof voor de oprukkende Fransen in veiligheid hadden gebracht. Deze vaak protestantse officieren kwamen niet in aanmerking voor de orden van de katholieke Portugese koning. Daarom hervormde de prins-regent Joao, hertog van Braganza deze orde op 28 juli 1832. De nieuwe naam was voluit "Oude en Zeer Nobele Orde van de Toren en het Zwaard voor Moed, Trouw en Verdienste.
De vooruitstrevende Braziliaanse regent bestemde de orde tot een orde van verdienste voor individuele verdiensten, wapenfeiten, moed, zelfopoffering en eminente verdiensten voor de publieke zaak, in het bijzonder verdiensten in de strijdkrachten.

## De graden en versierselen
De Orde bestond na 1808 uit een Grootmeester, een Grootkruis, een "Commandeur-majoor", een Ridder-grootkruis en een "Grootkruis-vaandeldrager" en leden die in drie graden werden benoemd.
Er waren twaalf Grootkruisen, vierentwintig Commandeurs en honderd Ridders. De kruisen van de Orde verschillen sterk van de Portugese uitvoering.
Net als in Portugal kende de orde ook in Brazilië een keten. In Brazilië droeg het centrale medaillon van de orde het portret van Prins-regent Joao met op de ring daaromheen zijn titel. Op de keerzijde was een zwaard in een lauwerkrans afgebeeld.
Keizer Dom Pedro II lijfde de Orde op 9 september 1843 als "Keizerlijke Militaire Orde van de Toren en het Zwaard" in en deze Orde werd in de oorlog tegen Paraguay veel verleend. In 1891 werd de Orde door de Republiek Brazilië afgeschaft. Anders dan bij de drie andere "Keizerlijke Militaire Orden", de Orde van Christus, de Orde van Aviz en de Orde van Sint-Jacob van het Zwaard  het geval is noemt de huidige Braziliaanse troonpretendent zich geen Grootmeester van deze Orde.